# Fondation Perce-Neige
Pour les articles homonymes, voir Perce neige.
Perce-Neige est une fondation reconnue d'utilité publique par décret du 13 mai 2016,. Elle a été créée en 1966 à l'initiative de l'acteur Lino Ventura et de sa femme Odette pour venir en aide aux personnes handicapées mentales. 

## Histoire de la fondation

### 1965-1975: création de l'association
Père d’une fille handicapée mentale, l'acteur Lino Ventura lance le 6 décembre 1965 un appel télévisé pour promouvoir la cause de l'enfance inadaptée. Un an plus tard, en 1966, il fonde l’association Perce-Neige. Elle apporte son aide aux associations existantes au service des personnes handicapées et elle cherche à sensibiliser les pouvoirs publics aux difficultés rencontrées par les parents d'enfants handicapés, aux besoins spécifiques quotidiens de leurs enfants.

### 1975-1987: reconnaissance d'utilité publique
L’année 1975 marque la première victoire de l’association avec la publication de la loi d'orientation en faveur des personnes handicapées et de la loi relative aux institutions sociales et médico-sociales. En 1976, Perce-Neige est reconnue d'utilité publique. Six ans plus tard, la première Maison Perce-Neige ouvre ses portes à Sèvres (Hauts-de-Seine). Malgré la disparition de Lino Ventura en 1987, Perce-Neige poursuit sa mission.

### 1995 - 2014: création de nouvelles Maisons Perce-Neige

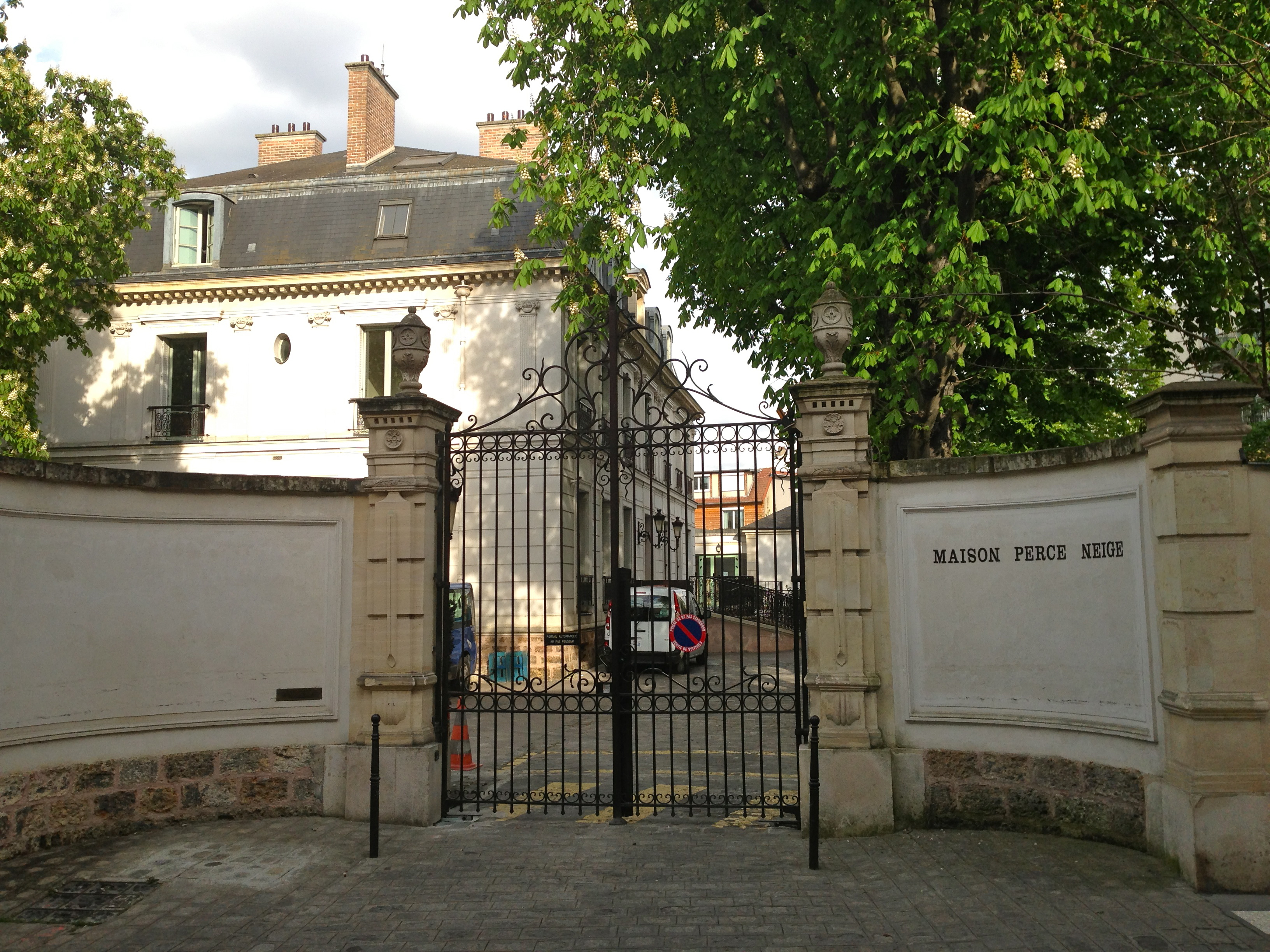
L'ancienne villa du parfumeur Jacques Guerlain à Colombes est aujourd'hui une Maison d'accueil spécialisée de la Fondation Perce-Neige.

En 1995, Christophe Lasserre-Ventura, petit-fils du fondateur, est élu par le Conseil d’Administration Président de Perce-Neige.
Création de 14 nouvelles Maisons Perce-Neige pour les personnes handicapées, dans les Yvelines, les Hauts-de-Seine, l’Orne, le Maine-et-Loire, l’Hérault, le Val-de-Marne, la Haute-Vienne, les Bouches-du-Rhône, le Nord et le Lot avec notamment des établissements spécialisés destinés à accueillir des personnes porteuses de différents handicaps (trisomie 21, polyhandicap, handicap psychique, l’autisme).

### 2016-2022: transformation en Fondation reconnue d’utilité publique
Le 13 mai 2016, Perce-Neige se transforme en Fondation reconnue d’utilité publique. Elle a pour but d'accueillir et d'accompagner, de façon adaptée, les enfants et adultes touchés par une déficience mentale, un handicap physique ou psychique (extrait des statuts de la fondation annexés au décret du 13 mai 2016).
La même année, Perce-Neige ouvre à Boulogne-Billancourt (Hauts-de-Seine) la première maison en France destinée à l’accompagnement des personnes atteintes d’un Locked-in-Syndrome et de personnes tétraplégiques médullaires post-traumatiques de niveau haut ayant subi un accident au cours de leur vie de jeune adulte. 
La fondation Perce-Neige ouvre également une « Maison des Aînés » dans la Meuse et reprend trois établissements en Indre-et-Loire et dans l’Orne. 
Perce-Neige crée des habitats inclusifs, alternatives à la vie à domicile et à la vie en institution. Les habitats inclusifs accompagnés de Perce-Neige sont volontairement situés à proximité de Maisons Perce-Neige afin de permettre aux locataires de participer à des activités durant la journée.
Création de plateformes multiservices dans les Hauts-de-Seine et le Vaucluse baptisées « Via Perce-Neige » qui viennent en aide aux familles sans solutions d’accompagnement pour leurs enfants handicapés (soutien à domicile par une équipe mobile, ateliers de formation, aide administrative…). 

### 2022 à nos jours: développement et croissance
Reprise de sept établissements du secteur médico-social :
- deux IME Instituts médico-éducatifs pour de jeunes autistes âgés de 14  à   20 ans situés à Paris ainsi qu’à Bourg-la-Reine (92), rue Ravon ;
- deux MAS Maisons d’accueil spécialisées pour des adultes autistes situées à Paris ainsi qu’à Combs-la-Ville (77) ;
- deux EAM établissements d’accueil médicalisés pour adultes autistes situés à Antony (92) et Cuges-les-Pins (Bouches-du-Rhône) ;
- un SAVS service d’accompagnement à la vie sociale qui propose un accompagnement social adapté ainsi qu’un apprentissage vers l’autonomie à des personnes handicapées de 18 à 60 ans. Il est situé à Saint-Paul-en-Jarez (42).

En 2023, 50 établissements et services sont gérés par Perce-Neige accueillant plus de 1 300 personnes en situation de handicap.
La fondation Perce-Neige soutient financièrement des initiatives innovantes favorisant l'accompagnement et l'intégration des personnes en situation de handicap au sein de la société ainsi que des projets en recherche-action :
- inclusion scolaire pour les enfants avec autisme avec le programme « Classe Soleil ». Classes destinées aux enfants avec TSA (Troubles du spectre de l’autisme) au sein d’écoles maternelles et élémentaires ordinaires avec des enseignants et encadrants formés pour accueillir ces enfants ;
- centre ludo-éducatif adapté et inclusif dans le Val-de-Marne pour des enfants et adolescents porteurs d’un handicap sévère, avec leurs familles ou éducateurs pour des temps de loisirs et de jeux ;
- la « Maison des plus petits » pour les enfants pris en charge par l’aide sociale à l’enfance et porteurs de handicap ou polyhandicap. Accueil dans un cadre familial d’enfants de 0 à 6 ans par des volontaires en service civique et une équipe de professionnels du secteur médico-social.

## Présidence
- Lino Ventura : 1966-1987
- Odette Ventura : 1987-1995
- Christophe Lasserre-Ventura (petit-fils aîné de Lino Ventura) : depuis 1995

## Missions
La fondation Perce-Neige œuvre pour :
- inciter les pouvoirs publics à reconnaître les besoins des personnes handicapées mentales et de leurs familles, particulièrement en termes de structures d'accueil ;
- faire évoluer le regard de la société sur les personnes handicapées, favoriser leur intégration, combattre les idées reçues.

Perce-Neige remplit trois missions qu'elle considère comme essentielles :
- réaliser des maisons de vie pour accueillir et accompagner les personnes en situation de handicap[8]. Rapprochements et reprises d'associations et/ou d'établissements du secteur médico-social ;
- soutenir les familles souvent confrontées à l'isolement ;
- sensibiliser les instances publiques, tout comme le grand public, à la cause du handicap[9] ;
- encourager la recherche scientifique en lien avec les domaines d'actions de la Fondation. Perce-Neige attribue des prix, bourses et aides financières à des programmes de recherche appliquée ;
- accompagner et financer des initiatives en faveur des personnes handicapées notamment dans le domaine de l'inclusion scolaire pour les enfants avec autisme.

## Transparence financière
La fondation Perce-Neige applique des procédures de fonctionnement et se soumet à des contrôles réguliers qui garantissent une bonne utilisation des dons :
- le contrôle des comptes annuels par un commissaire aux comptes conformément aux dispositions légales. Les comptes certifiés par le commissaire aux comptes de la fondation sont publiés conformément aux dispositions légales sur le site du Journal Officiel ;
- l'envoi du compte d’emploi annuel à l’ensemble de ses donateurs, pour les informer de l’emploi par la fondation des produits de la générosité du public, ainsi que la transmission des comptes annuels à tout donateur qui en fait la demande ;
- l'agrément du comité de la Charte du Don en confiance. Ce comité regroupe 94 organisations sociales et humanitaires. Il a élaboré plusieurs règles de déontologie regroupées dans une charte qui impose à ses membres une rigueur de gestion, une qualité de communication et de collecte de fonds ainsi qu’une transparence financière. La fondation Perce-Neige se soumet au contrôle annuel du Comité de la Charte qui lui a renouvelé son agrément depuis son adhésion en 1996 ;
- le contrôle de la Cour des comptes, conformément aux dispositions légales. Dans ce cadre, la Cour des Comptes a publié en juin 2009 un rapport public sur Perce-Neige.

### Types d'établissements
Il existe différentes structures d’hébergement pour les personnes handicapées qui ne peuvent travailler ou vivre de manière autonome. Les personnes handicapées reconnues inaptes à toute activité professionnelle et dont l’état nécessite un accompagnement adapté et spécialisé, peuvent être accueillies, comme à Perce-Neige, au sein d'EANM Établissements d'accueil non médicalisés, d'EAM Établissements d'accueil médicalisés, d'IME Instituts médico-éducatifs ou de Maisons d’accueil spécialisées (MAS). L’orientation dans l’une ou l’autre de ces catégories d’établissement est déterminée par la CDAPH (Commission des droits et de l’autonomie des personnes handicapées). Le texte de référence est la loi du 11 février 2005 qui a pour objectif essentiel de favoriser l'accès à l'autonomie des personnes en situation de handicap.

#### Établissements d'accueil non médicalisés (EANM)
Ce sont des établissements médico-sociaux qui accueillent des personnes handicapées disposant d’une relative autonomie physique ou intellectuelle. Proposant un accueil de jour ou à temps complet, ces établissements fonctionnent au moyen d’une équipe composée dans sa majorité de travailleurs sociaux. Ils relèvent du département qui en fixe le prix de journée.

#### Établissements d'accueil médicalisés (EAM)
Ils ont vocation à accueillir des personnes plus sévèrement handicapées ou polyhandicapées. Leur dépendance totale ou partielle, constatée par la CDAPH, leur fait obligation de recourir à l'aide d’une tierce personne pour les actes essentiels de l’existence et nécessite une surveillance médicale et des soins constants. L’assurance maladie pour les dépenses relatives aux soins, dans le cadre d’un « forfait soins », et le Département, pour celles inhérentes à l’hébergement et à l’animation, financent conjointement les EAM.
Le financement repose en principe sur une participation de l’intéressé à ses frais d’hébergement. En pratique, les ressources ne pouvant descendre en dessous d’un minimum fixé par la loi, c’est en général l'aide sociale départementale qui assure ce financement.

#### Maisons d’accueil spécialisées (MAS)
Elles reçoivent des personnes handicapées très largement dépourvues d’autonomie et dont l'état nécessite une surveillance médicale et des soins constants. Les résidents des MAS présentent des déficiences graves ou associées (intellectuelle, motrice, sensorielle). Les actes de la vie courante (manger, boire, être propre, se déplacer) nécessitent l’aide permanente d’une tierce personne. Le prix de journée des MAS est décidé par l'Agence Régionale de Santé concernée et est pris intégralement en charge par l’assurance maladie. Le résident reste néanmoins redevable du forfait journalier.

### Encadrement
Le personnel éducatif (éducateurs spécialisés, accompagnants éducatifs et sociaux), médical et paramédical (médecins, infirmières, aides-soignants, psychologues ergothérapeutes, kinésithérapeutes), administratif et les services généraux sont recrutés par la Fondation Perce-Neige qui, d'une manière générale, a la responsabilité de la gestion de l'établissement.